# Janis Mustafējevs
Janis Mustafējevs (* 26. Mai 1992 in Kandava) ist ein lettischer Dartspieler.

## Karriere
Janis Mustafējevs war anfangs überwiegend auf der Nordic & Baltic Tour unterwegs, wo er im Jahr 2020 einmal unter die letzten 16 kam. Da sein Wohnort aber in England liegt, wurden die Auftritte im skandinavischen Bereich über die letzten Jahre weniger. Im November 2020 wurde er mit Madars Razma für den World Cup of Darts nachnominiert, da das chinesische Team nicht anreisen durfte. In der ersten Runde bezwangen sie Kai Fan Leung und Royden Lam aus Hongkong mit 5:4 legs, wobei Mustafējevs den Matchdart traf. In der zweiten Runde traf er auf den Belgier Kim Huybrechts, verlor aber deutlich mit 0:4. Da Razma Dimitri Van den Bergh ebenfalls unterlag, schied das lettische Team aus. Bei der PDC Qualifying School 2021 schaffte Mustafējevs es nicht, sich für die Final Stage zu qualifizieren. Nach einjähriger Pause nahm er 2023 erneut an der Q-School teil, schied jedoch erneut in der First Stage aus.